# Ungarische Riesentaube

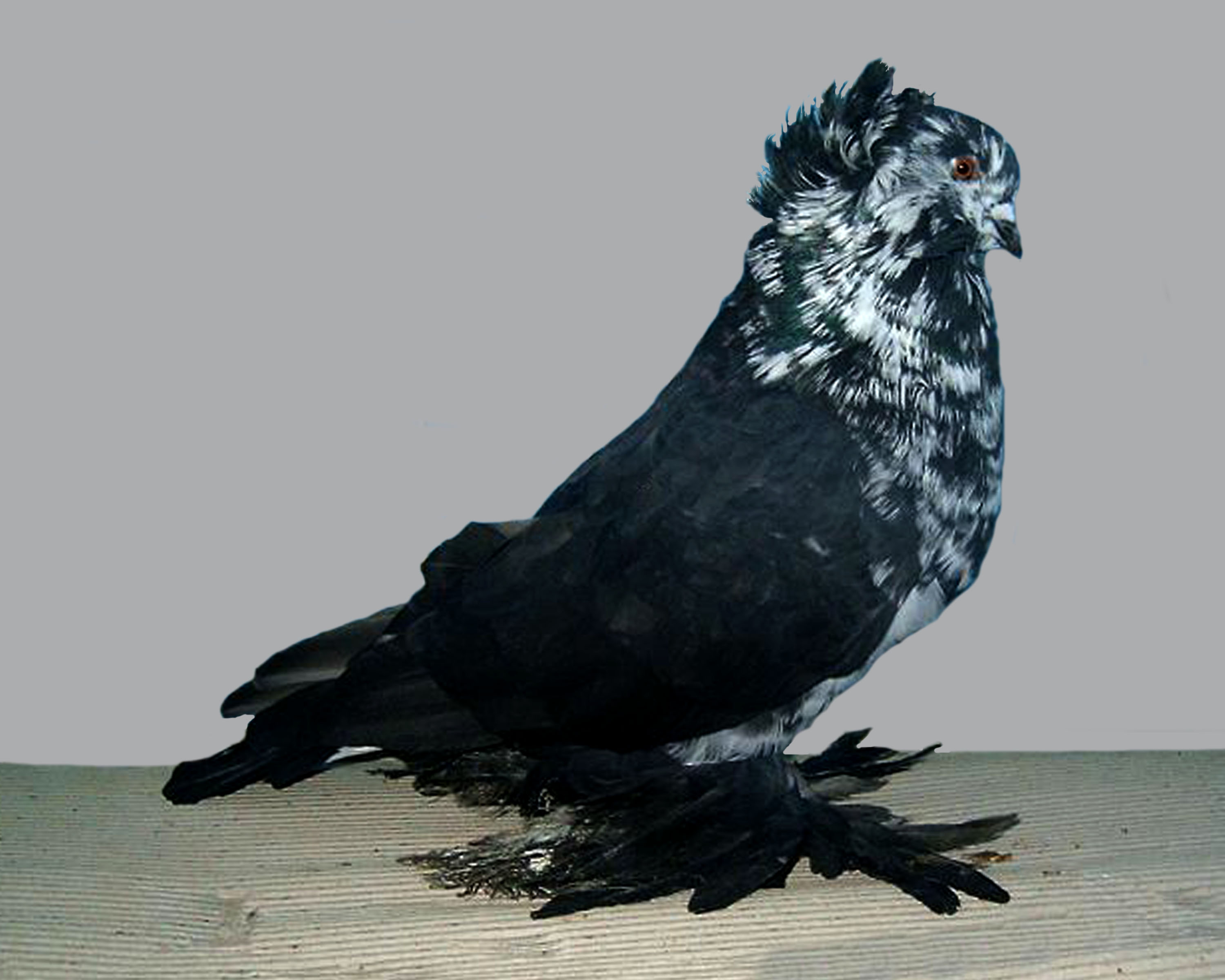
Ungarische Riesentaube, schwarz getigert

Die Ungarische Riesentaube (ungarisch Magyar órias galamb, ELRT-Nr. 2) ist eine der größten Taubenrassen der Welt.

## Beschreibung
Die sehr große, kräftige, federreiche Taube mit fast waagerechter Körperhaltung gehört zur Gruppe der Riesentauben, einer Untergruppe der Formentauben. Sie ist 860 bis 1000 Gramm schwer, erreicht eine Flügelspannweite von bis zu 100 cm und soll nach dem ungarischen Standard nicht länger als 45 bis 50 cm sein. Durch ihren Federreichtum wirkt sie dennoch größer, als sie eigentlich ist. Viel Wert wird auf die Stirn, eine breite Muschelhaube (Kamm) und volles überbautes Fußwerk gelegt. Bei der Zucht ist ihre dreijährige Entwicklungsphase zu beachten.
Die Varietät der Zeichnungen und Farben der Ungarischen Riesentaube ist sehr umfangreich. Dreifarbige sind bisher nicht zugelassen.
In Deutschland sind die folgenden Farbenschläge anerkannt: Weiß, Schwarz, Rot, Gelb, Blau mit schwarzen Flügelbinden, Blaufahl mit dunklen Binden, Blaugehämmert, Rotfahl-Gehämmert, Gelbfahl-Gehämmert, Blauschimmel; Getigerte und Gescheckte in allen Hauptfarben (Schwarz, Blau, Rot und Gelb).
In Ungarn gibt es darüber hinaus Gesattelte, Gemönchte, Geherzte und Weißschwingige Riesentauben. In der Umgebung von Debrecen, laut Schütte, auch Weiße mit blauem Kamm (Muschelhaube) und in Nagykörös Weiße mit schwarzem Kamm und schwarzem Genick.
Glattfüßige Ungarische Riesentauben sind auf Ausstellungen nicht zugelassen. Sie sind reine Wirtschaftstauben zur Schlachtkörpergewinnung und haben daher meist weißes Gefieder.
Eine kleinere Form der Ungarischen Riesentaube ist die Ungarische Bugataube, die als eigenständige Rasse anerkannt ist. Sie ist stets geganselt. Bei Weißkopfzeichnung hat sie eine Kopfschnippe, die nicht wie üblich direkt am Schnabel, sondern erst vor dem Auge beginnt und in die Kappe ausläuft.
Die Polnische (polnisch Olbrzym Polski), Rumänische (rumänisch Porumbeii urasi de Salonta), Karpatische und Transkarpatische Riesentaube sind Ahnen der Ungarischen Riesentaube.

## Historie
Während der 150-jährigen Herrschaft der Türken in Ungarn, die große schwere Fleischtauben mitbrachten, wurde die Ungarische Riesentaube im 16. und 17. Jahrhundert erstmals erwähnt.
Vermutlich sind die schweren Fleischtauben (Türkentauben) auch Ausgangstiere der Erzüchtung der Ungarischen Riesentaube. Diese wurden ab etwa 1900 zahlreich als Nutztauben zur Erzeugung von Schlachtkörpern gehalten. Seit 1935 wurde die Taube mit großen Strukturmerkmale besitzenden Rassen gekreuzt, mit dem Ziel eine eigenständige Rasse zu formen. Um 1950 wurden diese Verpaarungen mit verschiedenen Strukturrassen, möglicherweise auch mit kräftigen Trommeltauben mit schönen Kappen und Fußwerk mit Geierfedern, intensiviert, wodurch sich die gewünschten Strukturen festigten. 1950 wurde die Taube als Ungarische Riesentaube in Budapest erstmals ausgestellt.
Ende der 1960er Jahre kamen die ersten Ungarischen Riesentauben nach Österreich und Deutschland und wurden dort 1974 als dritte Riesentaube offiziell als Ausstellungstaubenrasse anerkannt.
Die ersten Ungarischen Riesentauben für die DDR erhielt W. Engmann 1971 als Gastgeschenk von Funktionären in Budapest, der einen ersten Zuchtstamm 1973 an einen weiteren Züchter gab. Weitere genehmigte Zuchttieraustausche folgten 1973 und 1977.
Auf Schauen wurden Ungarischen Riesentauben in der DDR erstmals 1973 in Karl-Marx-Stadt gezeigt. 1974 folgt die DDR Junggeflügelschau in Erfurt und die Lipsia in Leipzig, wo sie als Neuzüchtungen vorgestellt wurden, so dass 1975 die Rasseanerkennung durch den zentralen Fachausschuss folgen konnte. Die Beringung der Jungtiere erfolgte laut Anweisung des Zentralvorstandes mit Zwerghuhnringen, da wegen der starken Fußbefiederung und der geringen Zahl der Individuen – in der DDR gab es nur etwa 5 organisierte Züchter – es der Ringverteilstelle nicht möglich war eine Sonderringgröße zur eindeutigen Kennzeichnung der Tiere anfertigen zu lassen.